# Edmund Anderson (Liedtexter)
Edmund L. „Ed“ Anderson (* 19. September 1912 in New York City; † 29. Juni 2002 in Quogue, Suffolk County (New York)) war ein amerikanischer Liedtexter und Musikproduzent.

## Wirken
Anderson arbeitete als Börsenmakler für die Firma seines Vaters, als er 1936 als Musikliebhaber Duke Ellington kennenlernte. Die beiden wurden Freunde. Ellington hörte gemeinsam mit Anderson sinfonische Musik, wobei Ellington diese vermehrt wertschätzte. 1940 schrieb Anderson einen Text für die Ballade „Flamingo“; das Stück wurde zunächst in der Version mit dem Duke Ellington Orchestra und Herb Jeffries ein Hit, später ein Jazzstandard. Anderson verfasste auch Texte für Ellingtons „Azure“ und für Billy Strayhorns „Lotus Blossom“, das unter Andersons neuem Titel „Thank You for Everything“ von Alice Babs aufgenommen wurde, ebenso von Johnny Hartman sowie Karin Krog.
1943 unterstützte Anderson Ellington bei der Produktion seines Konzertes in der Carnegie Hall, bei dem dieser sein Werk Black, Brown and Beige uraufführte. Er wirkte auch als Komponist und verfasste gemeinsam mit Tab Smith „Mountain Air“. Außerdem produzierte er Jazzsendungen und Shows für Radio und Fernsehen, darunter The Edgar Bergen-Charlie McCarthy Show. 1982 begründete er die Konzertreihe Midtown Jazz at Midday, die er 19 Jahre lang in der Saint Peter’s Church in der Lexington Avenue von Manhattan produzierte. Für seine Verdienste wurde er 2002 mit einem Gedenkkonzert in der Kirche geehrt, an dem zahlreiche Jazzmusiker teilnahmen.